# 中国2010年上海世界博览会俄罗斯馆
中国2010年上海世界博览会俄罗斯馆是2010年上海世博会上代表俄罗斯的展馆，位于世博园区C片区，占地面积6000平方米。俄罗斯馆的主题为“新俄罗斯：城市与人”。
俄罗斯馆的外形由12座各不相同的塔楼组成，类似于古斯拉夫人的村落，同时还象征着遍布着摩天大楼的大都市。另外，12还代表了一年的12个月以及一天的12个时辰。俄罗斯馆整体被设计成一个童话王国，以俄罗斯儿童作家尼古拉·诺索夫（Nikolay Nosov）笔下的童话世界作为基础。展厅内部的三层分别是诺索夫所描绘的“花园城”、“阳光城”和“月光城”。